# Deportivo Chetumal
El Club Tigrillos de Chetumal es un equipo de fútbol de México. Tiene como sede la ciudad de Chetumal. Actualmente Participa en la Segunda División de México. El club fue fundado el 5 de agosto de 1992. En 2018, el equipo fue renombrado como Deportivo Chetumal.
Este fue el primer equipo donde jugó el actual defensa del Club América, Luis Fuentes.
La porra oficial del equipo es "La marea brava".

## Temporadas
| Temporada | División           | Posición                      |
| --------- | ------------------ | ----------------------------- |
| 2012/2013 | 5.Tercera División | 2o. Grupo I (Treintaidosavos) |
| 2013/2014 | 5.Tercera División | 7o. GI                        |
| 2014/2015 | 5.Tercera División | 1.º GI (Octavos)              |
| 2015/2016 | 5.Tercera División | 6o. Grupo I                   |
| 2016/2017 | 5.Tercera División | 11o. Grupo I                  |
| 2017/2018 | 5.Tercera División | 10o. Grupo I                  |
| 2018/2019 | 5.Tercera División | 9o. Grupo I                   |
| 2019/2020 | 5.Tercera División | 3o. Grupo I                   |